# Schlacht bei Bladensburg
Kriegsschauplatz St. Lawrence/Lake Champlain 

1. Sacket’s Harbor – 1. Lacolle Mills – Ontariosee – Ogdensburg – New York – 2. Sacket’s Harbor – Châteauguay – Chrysler’s Farm – 2. Lacolle Mills – Fort Oswego – Big Sandy Creek – Plattsburgh
Niagara-Kriegsschauplatz

Queenston Heights – Frenchman’s Creek – George – Stoney Creek – Beaver Dams – Black Rock – Fort Niagara – Buffalo – 1. Fort Erie – Chippewa – Lundy’s Lane – 2. Fort Erie – Cook’s Mill
Detroit-Kriegsschauplatz

Tippecanoe – Fort Mackinac – Dearborn – Detroit – Fort Harrison – Fort Wayne – Wild Cat Creek – Mississinewa – Frenchtown – Fort Meigs – Fort Stephenson – Eriesee – Thames River – Longwoods – Prarie du Chien – Rock Island Rapids – Mackinac Island – Malcom’s Mills
Chesapeake-Kriegsschauplatz

Craney Island – St. Michaels – Chesapeake – Bladensburg – Washington – Caulk’s Field – North Point – Baltimore
Südlicher Kriegsschauplatz

Creek – 1. Fort Bowyer – Fayal – Pensacola – Borgnesee – New Orleans – Fort St. Philip – Fort Peter – 2. Fort Bowyer

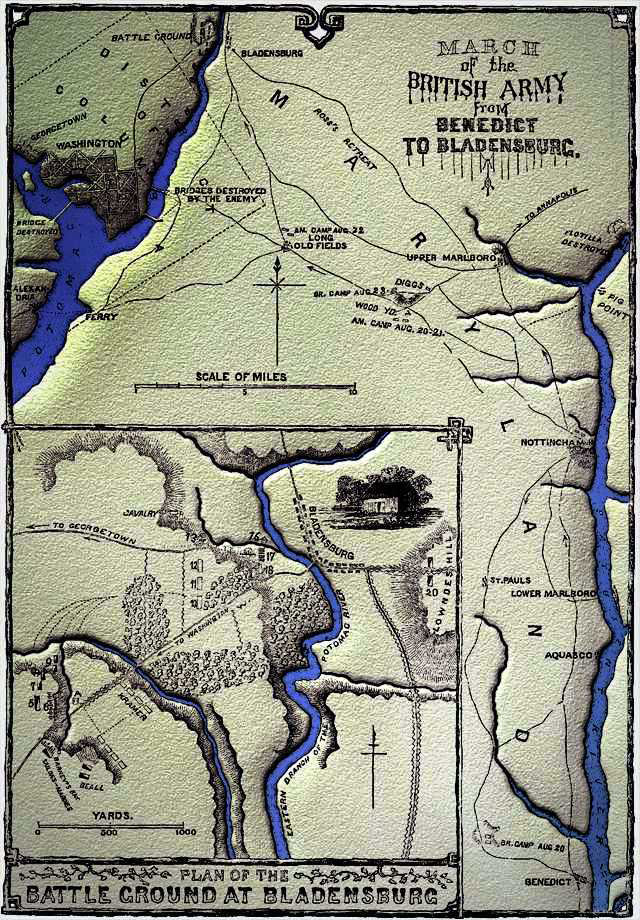
Britischer Marsch von Benedict nach Bladensburg, 19. August 1814

Die Schlacht bei Bladensburg fand am 24. August 1814 während des Britisch-Amerikanischen Kriegs bei Bladensburg (Maryland), USA, statt und endete mit einem britischen Sieg und der Eroberung der US-Hauptstadt Washington.

## Vorgeschichte
Die Niederlage Napoleons I. in Europa erlaubte es der britischen Regierung, im Krieg von 1812 Verstärkungen nach Kanada zu schicken. Gegen Invasionsversuche der USA mit weit überlegenen Truppen waren die britischen Truppen dort weitgehend in der Defensive geblieben. Der Nachschub kam nicht nur in Kanada selbst zum Einsatz, um die Truppen von Generalgouverneur Sir George Prevost zu verstärken, sondern in Kooperation mit der Royal Navy auch bei Angriffen entlang der amerikanischen Atlantikküste. Mit diesen Attacken wollte Prevost die Verwüstung kanadischer Städte (vor allem von York, heute Toronto, damals Hauptstadt von Oberkanada) rächen und die USA vor weiteren Übergriffen dieser Art abschrecken. Daneben sollten die Amerikaner vom Hauptkriegsschauplatz an der kanadischen Grenze abgelenkt werden und Truppen an der Atlantikküste gebunden werden. Bei diesen Angriffen handelte es sich nicht um Versuche, dauerhaft Land zu besetzen, sondern um Raids, bei denen sich die Invasoren wieder auf See zurückzogen, nachdem sie ein Höchstmaß an Schaden angerichtet hatten. Ermutigt durch mehrere erfolgreiche Attacken dieser Art, entwarf Vizeadmiral Alexander Cochrane einen Plan für einen Angriff auf die Hauptstadt der USA Washington, dem ein Angriff auf die wichtige Hafenstadt Baltimore folgen sollte.
Am 19. August 1814 landeten 4500 britische Soldaten unter dem Befehl von General Robert Ross bei Benedict (Maryland), verstärkt um ein Kommando der Royal Navy unter Konteradmiral George Cockburn. Da US-Kriegsminister John Armstrong sich weigerte zu glauben, dass sich der Angriff gegen die strategisch unbedeutende Hauptstadt richten könnte, konzentrierte er alle verfügbaren Mittel auf die Verteidigung Baltimores. Obwohl sich die Briten bei ihrem Marsch entlang des Patuxent River nicht beeilten und sechs Tage für eine Strecke von etwa 50 Meilen (80 Kilometer) brauchten, gelang es den Amerikanern nicht einmal, den Vormarsch durch das Zerstören der vorhandenen Brücken zu verlangsamen. Der gefährlichste Gegner der Invasoren war bei diesem Vorstoß die glühende Sommerhitze. Am 23. August erhielt Ross einen Befehl Cochranes, den Vormarsch abzubrechen, wurde aber von Cockburn überredet, ihn fortzusetzen. Zum Kommandeur der nun hastig zur Verteidigung der Hauptstadt zusammengezogenen amerikanischen Truppen wurde Brigadegeneral William Winder bestellt, ein Anwalt aus Baltimore. Er verdankte sein Kommando nicht militärischen Verdiensten, sondern politischer Einflussnahme und hatte seine mangelnden Fähigkeiten bereits 1813 unter Beweis gestellt, als er in der Schlacht bei Stoney Creek von unterlegenen britischen Truppen besiegt und gefangen genommen worden war. Winder verfügte über 120 Dragoner, 300 reguläre Soldaten und 1500 Mann Milizen sowie Artillerie. Am Tag der Schlacht kamen weitere 5000 Mann Milizen sowie 450 Marineinfanteristen und Seeleute einer Kanonenbootflottille der US Navy unter dem Befehl von Kapitän Joshua Barney mit fünf Geschützen hinzu. Die Amerikaner waren damit den Angreifern deutlich überlegen. Winder hatte den zusätzlichen Vorteil, seine Verteidigungsstellung selbst wählen zu können. Er postierte seine Truppen auf einem Höhenrücken bei Bladensburg, östlich von Washington.

## Verlauf der Schlacht
Am 24. August trafen die Briten auf dem Schlachtfeld ein. Prominente Zuschauer waren US-Präsident James Madison, Außenminister James Monroe und Verteidigungsminister John Armstrong. Gegen Mittag marschierten die Briten in Bladensburg ein und stellten fest, dass die Amerikaner auf eine Befestigung des Ortes verzichtet, aber den Höhenzug auf der gegenüberliegenden Seite des heute Anacostia River genannten Nebenarms des Potomac River besetzt hatten. Allerdings hatten sie es versäumt, die Brücke zu zerstören. Die Vorhut beim Vormarsch über diese bildete das 85. Infanterieregiment (Oberst William Thornton), das allerdings von Milizeinheiten aus Maryland unter erheblichen Verlusten auf den Fluss zurückgeworfen wurde, als Thornton im Alleingang einen Angriff auf die Amerikaner führte. Mittlerweile hatte allerdings der Hauptteil der britischen Armee den Fluss überschritten, und Ross befahl, einige Congreve-Raketen auf die Amerikaner abzufeuern. Die Raketen waren zwar wenig treffgenau, hatten auf die unerfahrenen Milizsoldaten aber eine enorme psychologische Wirkung – ihre Formationen brachen auseinander, sie warfen ihre Waffen weg und flohen. Lediglich Seeleute und Marineinfanteristen leisteten noch nennenswerten Widerstand, wurden aber teils überwältigt und getötet oder gefangen genommen oder schlossen sich schließlich der allgemeinen Flucht an. Ihr Kommandeur Barney fiel den Briten in die Hände. Winder versagte als Feldherr komplett, konnte keinerlei Einfluss auf das Geschehen nehmen und war auch nicht in der Lage, einen geordneten Rückzug zu organisieren. Er hatte es auch versäumt, für den Fall eines Rückzugs einen Sammelpunkt festzulegen. Es kam deshalb zu einer panischen Flucht der Amerikaner, die eine Verteidigung der Hauptstadt unmöglich machte und dem Geschehen den Spottnamen Bladensburg races („Bladensburg-Rennen“) einbrachte.
Der Verlauf dieses Kampfs, der eigentlich kaum als Schlacht bezeichnet werden kann, brachte es mit sich, dass die britischen Verluste deutlich höher waren als die der US-Truppen, da diese geflohen waren, bevor sie ernsthaft in ein Gefecht verwickelt werden konnten. Die Briten verzeichneten 64 Tote und 185 Verwundete (größtenteils durch die präzise feuernde Artillerie), die Amerikaner 10 Tote, 12 Verwundete und eine unbekannte Anzahl Gefangene. 18 Briten sollen allerdings nicht durch Kampfhandlungen, sondern an Hitzschlag gestorben sein.

## Folgen: die Besetzung und teilweise Zerstörung Washingtons
Den durch Washington fliehenden Soldaten schlossen sich auch Präsident Madison und der Rest der US-Regierung sowie Teile der Bevölkerung an. Madison war zutiefst schockiert über das Verhalten der Milizionäre, das er nicht hätte glauben wollen, wenn er es nicht selbst gesehen hätte. Noch am Abend desselben Tages marschierten die Briten mit General Ross und Konteradmiral Cockburn an der Spitze in Washington ein. Der einzige Widerstand, der ihnen entgegengesetzt wurde, waren die Schüsse einiger Heckenschützen, die einen britischen Soldaten und das Pferd von Ross töteten. Das Haus, aus dem sie abgefeuert worden waren, wurde zur Vergeltung in Brand gesteckt, etwa gleichzeitig sprengten die Amerikaner die Marinewerft und steckten die dort verbliebenen Schiffe in Brand. Die Briten begannen nun mit einer systematischen Verwüstung und Plünderung der öffentlichen Gebäude der Hauptstadt. Zunächst wurde das Kapitol (der Sitz des Senats) in Brand gesteckt, anschließend das Repräsentantenhaus und das Finanzministerium. Im Weißen Haus fanden die Soldaten einen für 40 Personen gedeckten Tisch vor, offensichtlich Vorbereitungen für eine Siegesfeier. Ross und Cockburn brachten dort einen Toast auf den britischen Prinzregenten aus und ließen das Haus in Brand stecken. Diese Zerstörung wird teilweise für den Namen des Weißen Hauses verantwortlich gemacht, da es angeblich beim Wiederaufbau erstmals einen weißen Anstrich bekommen habe, doch hat es diesen offenbar schon vor 1814 gegeben. Zwei Tage lang konnten die Invasoren ungestört ihr Zerstörungswerk fortsetzen, das allerdings weitgehend auf öffentliche Gebäude beschränkt blieb. Ross stellte Soldaten ab, um private Besitzungen zu schützen, und ließ einen Plünderer hinrichten, zwei weitere auspeitschen. Cockburn wollte zwar persönlich das Haus der antibritischen Zeitung National Intelligencer anzünden, die Schmähungen gegen ihn gedruckt hatte, ließ sich aber von Bewohnern der Nachbarhäuser davon abbringen. Stattdessen wurde das Inventar auf die Straße gebracht und dort zerstört. Am 27. August sammelten sich die britischen Truppen nach vollbrachtem Zerstörungswerk am Stadtrand von Washington, marschierten ab, ohne in irgendeiner Weise von amerikanischen Streitkräften behelligt zu werden, und wurden vier Tage später wieder von Cochranes Schiffen an Bord genommen. Nicht ohne Berechtigung wird das britische Vorgehen von amerikanischer Seite bis heute als „Vandalismus“ gegeißelt, jedoch wird meist unterschlagen, dass ein Teil der Stadtbevölkerung nach dem Abzug der Invasoren die Schäden durch weitere Plünderungen und Verwüstungen erheblich vergrößerte.

## Der britische Flottenvorstoß in den Potomac
Während die britische Infanterie entlang des Patuxent River vormarschierte, drang ein Verband der Royal Navy aus zwei Fregatten, zwei Kanonenbooten, einem mit Raketen ausgestatteten Schiff und einer Reihe kleinerer Fahrzeuge unter Kapitän James Gordon in den Potomac ein. Sie sollten das zur Sicherung Washingtons dienende Fort Warburton ausschalten und für eine Evakuierung der Landtruppen bereitstehen. Gordon erreichte das Fort am Abend des 27. August. Nach einigen Schüssen, die ihr Ziel jedoch nicht trafen, räumten die Amerikaner zum Erstaunen der Briten das Fort und sprengten es. Dies erlaubte es dem britischen Verband, die Stadt Alexandria (Virginia) zu besetzen, dort eine Reihe von Schiffen zu erbeuten und den Hafen zu plündern. Am 31. August erhielt Gordon den Befehl, sich zurückzuziehen, und wurde vor einer Reihe von Küstenbatterien gewarnt, die amerikanische Marineoffiziere – darunter Kapitän Oliver Hazard Perry – am Ufer des Potomac errichtet hatten. Es gelang den Briten allerdings ohne große Mühe, sich den Weg freizuschießen und zwei Batterien zu zerstören.

## Bewertung
Die Landung der Briten am Chesapeake und ihr Angriff auf Washington war ein riskantes Unternehmen, das aufgrund der Kaltblütigkeit der britischen Kommandeure, vor allem aber wegen der in ihren Dimensionen kaum nachvollziehbaren Desorganisation, Nachlässigkeit und Inkompetenz der amerikanischen Verteidiger zu einem mit nur relativ geringen Verlusten erkauften, großen Erfolg wurde. Bladensburg markiert – nicht unbedingt angesichts der Dimensionen, aber aufgrund der Begleitumstände und der Folgen – die größte militärische Demütigung in der Geschichte der USA. Dass ein Staat seine Hauptstadt praktisch kampflos feindlichen Truppen überließ, löste – so Theodore Roosevelt in seiner Geschichte des Kriegs von 1812, Antoine-Henri Jomini zitierend – in den europäischen Hauptstädten „erstaunte Verachtung“ aus. Die Briten erreichten sowohl das Ziel, die Verwüstung kanadischer Städte zu rächen, als auch die Amerikaner abzulenken. Darüber hinaus war die amerikanische Regierung über Wochen praktisch funktionsunfähig, und die Kampfmoral der US-Bevölkerung erhielt einen schweren Schlag.
Allerdings mussten die Briten in der Folge einen Rückschlag verzeichnen, als sich Baltimore als zu stark verteidigt erwies, um eingenommen werden zu können. Noch schwerwiegender war, dass Generalgouverneur Prevost bei seiner Invasion entlang des Lake Champlain nach New York in der Schlacht bei Plattsburgh geschlagen wurde und seinen Vormarsch abbrach. Dieser für beide Seiten unbefriedigende Verlauf des Krieges trug wesentlich dazu bei, den Abschluss des Friedens von Gent am 24. Dezember 1814 herbeizuführen. Bereits nach dem offiziellen Ende des Kriegs wurde eine für die Briten tragische Spätfolge der Schlacht von Bladensburg deutlich: In der Schlacht von New Orleans erlitt eine britische Armee unter Sir Edward Michael Pakenham (der nicht rechtzeitig vom Friedensschluss erfahren hatte) eine verlustreiche Niederlage gegen die Verteidiger der Stadt, weil man diese – nicht zuletzt aufgrund der Erfahrungen von Bladensburg – auf sträfliche Weise unterschätzt hatte.